# Uusimaa
Uusimaa ou Terra Nova (finlandês: Uusimaa, sueco: Nyland) é uma  região da Finlândia localizada na província da Finlândia Meridional, sua capital é a cidade de Helsínquia. Em 2012 passou a integrar a antiga região de Uusimaa do Leste.

## Municípios
A região da Uusimaa está dividida em 26 municípios:
Sub-região de Helsinki:
- Helsinki (Helsingfors)
- Vantaa (Vanda)
- Espoo (Esbo)
- Karkkila (Högfors)
- Kauniainen (Grankulla)
- Hyvinkää (Hyvinge)
- Järvenpää (Träskända)
- Kerava (Kervo)
- Kirkkonummi (Kyrkslätt)
- Lohja (Lojo)
- Mäntsälä
- Nurmijärvi
- Pornainen (Borgnäs)
- Sipoo (Sibbo)
- Siuntio (Sjundeå)
- Tuusula (Tusby)
- Vihti (Vichtis)

Sub-região de Raseborg:
- Hanko (Hangö)
- Ingå (Inkoo)
- Raseborg (Raasepori)

Sub-região de Porvoo:
- Askola
- Myrskylä (Mörskom)
- Pukkila
- Porvoo (Borgå)

Sub-região de Loviisa:
- Lapinjärvi (Lappträsk)
- Loviisa (Lovisa)